# 北斗郡
北斗郡為台灣日治時期的行政區劃之一。該郡隸屬台中州。北斗郡役所設於北斗街，所址為今北斗分局。北斗郡管轄北斗街、二林街、田尾、埤頭、沙山、大城、竹塘、溪州。轄域即今彰化縣北斗鎮、二林鎮、田尾鄉、埤頭鄉、芳苑鄉、大城鄉、竹塘鄉、溪州鄉等地。二林庄於1937年升格成二林街。沙山在戰後改名為芳苑。

## 下轄區域
北斗郡所轄街庄及大字如下：
- 北斗街：西北斗、東北斗、北勢寮
- 二林街：二林、中西、火燒厝、竹圍子、外蘆竹塘、犁頭厝、後厝、山寮、萬合、舊趙甲、大排沙、萬興、挖子、塗子崙、𥕟磘、丈八斗
- 田尾庄：田尾、溪子頂、饒平厝、海豐崙、打簾、曾厝崙、鎮平、小紅毛社
- 埤頭庄：埤頭、番子埔、新庄子、斗六甲、路口厝、小埔心、連交厝、崙子、三塊厝、大湖厝、牛稠子、周厝崙
- 沙山庄：沙山、頂廍子、新街、後寮、埤腳、溝子墘、路上厝、王功、漢寶園、草湖
- 大城庄：大城、魚寮、頂山腳、下山腳、下牛稠、公館、西港、山寮、外五間寮、尤厝、潭墘、下海墘厝、頂海墘厝、三塊厝
- 竹塘庄：竹塘、五庄子、樹子腳、田頭、番子寮、下溪墘、鹿寮、面前厝、內新厝、九塊厝
- 溪州庄：溪州、圳寮、西畔、下霸、下水埔、過溪子、舊眉、溪墘厝、三條圳、潮洋厝、水尾

由於出產大量地稻米、蔗糖與甘藷而有台灣的巴西之稱。

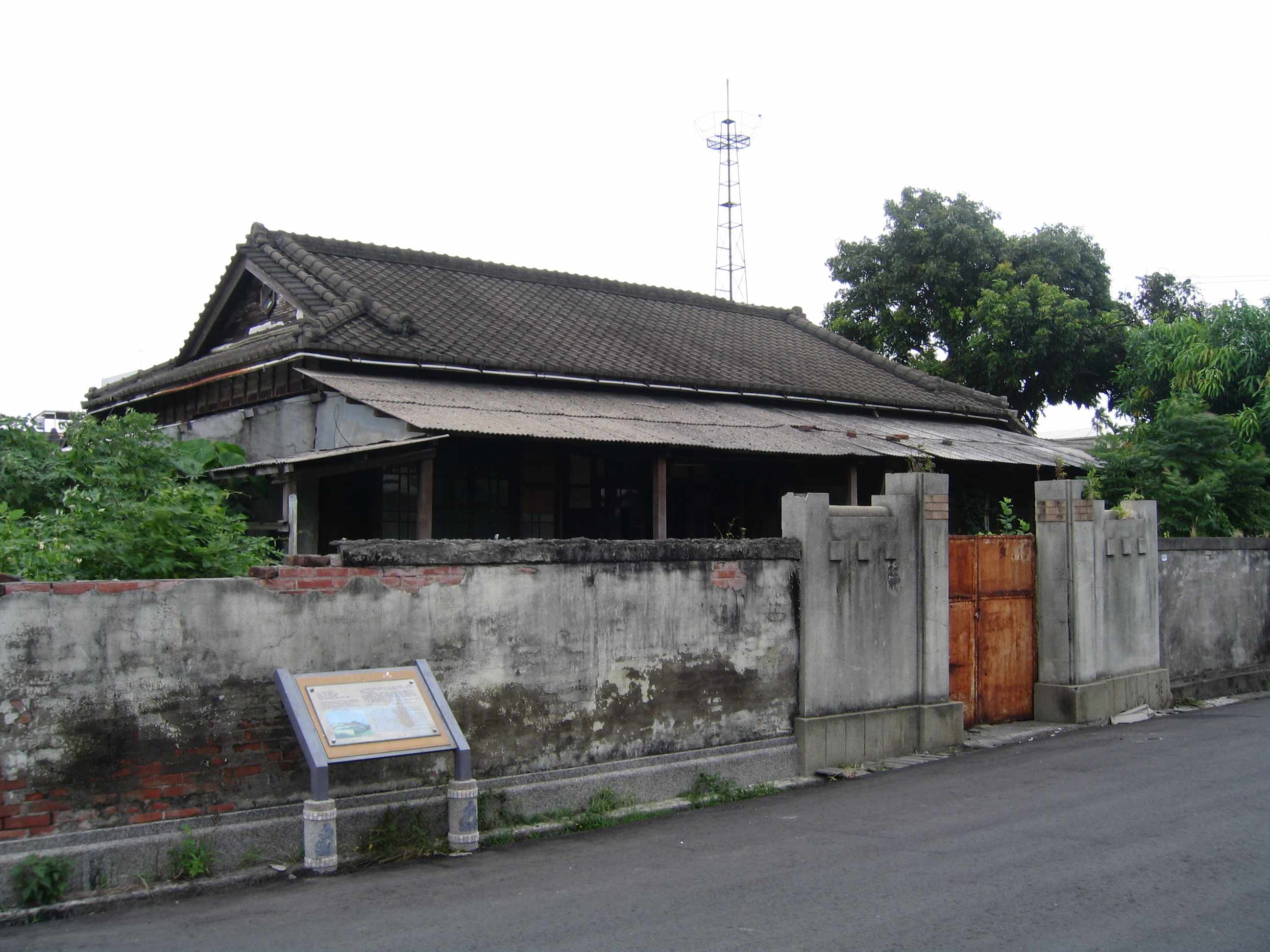
北斗郡守官舍

## 歷屆首長
| 任次 | 姓名       | 就任時間  | 出身   |
| ---- | ---------- | --------- | ------ |
| 1    | 關善之助   | 1920-1921 | 岐阜   |
| 2    | 石渡榮吉   | 1921-1928 | 神奈川 |
| 3    | 八丁春太郎 | 1928-1930 | 大分   |
| 4    | 佐藤吉松   | 1930-1931 | 秋田   |
| 5    | 松尾繁治   | 1931-1932 | 熊本   |
| 6    | 藤垣敬治   | 1932-1935 | 秋田   |
| 7    | 那須重德   | 1935-1938 | 長野   |
| 8    | 田部貴     | 1938-1941 |        |
| 9    | 古屋義輝   | 1941-1942 |        |
| 10   | 高岡義雄   | 1942-1945 |        |

## 統計
| 街名   | 面積 (km²) | 人口 (人) | 人口 (人) | 人口 (人) | 人口 (人) | 人口 (人) | 人口 (人) | 人口密度 (人/km²) |
| 街名   | 面積 (km²) | 本籍      | 本籍      | 本籍      | 國籍      | 國籍      | 計        | 人口密度 (人/km²) |
| 街名   | 面積 (km²) | 臺灣      | 內地      | 朝鮮      | 中華民國  | 其他外國  | 計        | 人口密度 (人/km²) |
| ------ | ---------- | --------- | --------- | --------- | --------- | --------- | --------- | ----------------- |
| 北斗街 | 19.2547    | 15,373    | 1,220     | 0         | 95        | 0         | 16,688    | 867               |
| 二林街 | 92.8478    | 31,759    | 429       | 0         | 93        | 0         | 32,281    | 348               |
| 田尾   | 24.0374    | 18,826    | 556       | 0         | 3         | 0         | 19,385    | 806               |
| 埤頭   | 42.7508    | 19,910    | 782       | 0         | 11        | 0         | 20,703    | 484               |
| 沙山   | 86.6568    | 26,767    | 1,179     | 0         | 40        | 0         | 27,986    | 323               |
| 大城   | 63.7406    | 17,169    | 47        | 0         | 1         | 0         | 17,217    | 270               |
| 竹塘   | 42.1662    | 13,870    | 77        | 0         | 20        | 0         | 13,967    | 331               |
| 溪州   | 75.8310    | 21,399    | 857       | 0         | 27        | 0         | 22,283    | 294               |
| 北斗郡 | 447.2853   | 165,073   | 5,147     | 0         | 290       | 0         | 170,510   | 381               |

## 交通

### 私設鐵道
台中輕鐵株式會社
- 員林—北斗

## 公共設施

### 市場

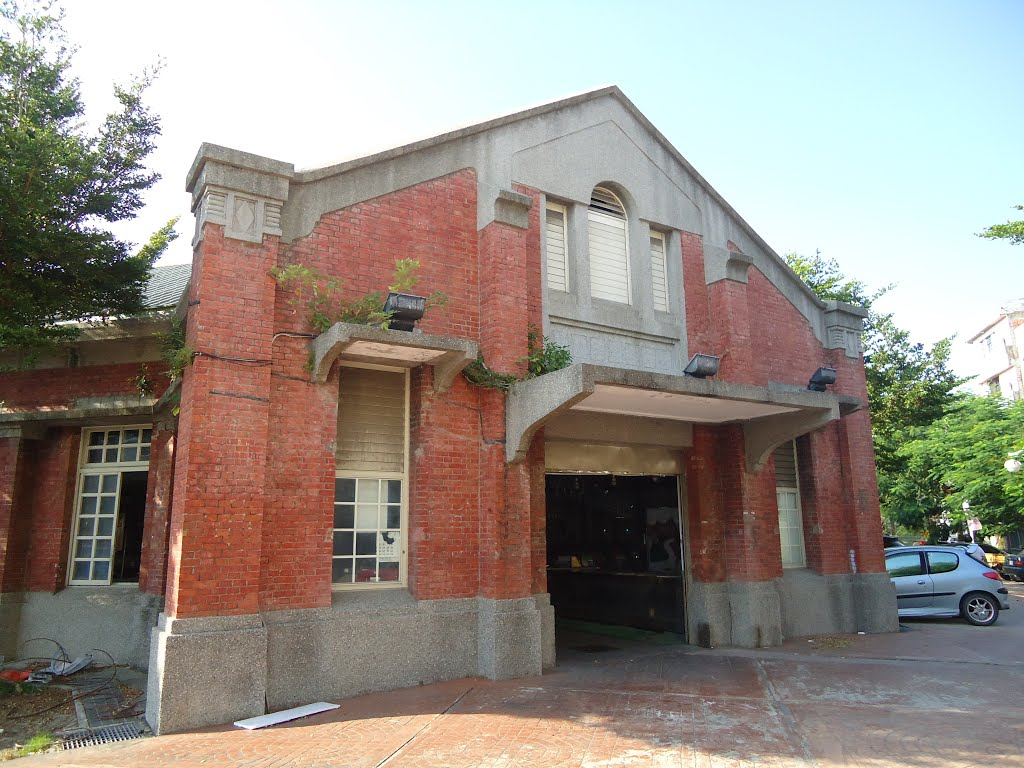
北斗市場

- 北斗街消費市場
- 二林街消費市場
- 埤頭庄消費市場
- 沙山庄消費市場
- 竹塘庄消費市場
- 溪州庄消費市場

### 公共浴場
- 北斗街公共浴場
- 二林街公共浴場

### 海水浴場
- 沙山海水浴場

## 產業

### 製糖業
- 鹽水港製糖溪州製糖所（戰後為溪州糖廠）
- 三五公司源成農場
- 明治製糖溪州工廠

### 商業
- 北斗信用組合
- 田尾信用組合
- 埤頭信用組合
- 竹塘信用組合
- 二林購買利用組合
- 溪州鹽糖購買組合
- 溪州信用購買利用組合

## 醫療
- 沙眼治療所[2]

## 移民村
- 秋津村，位於芳苑鄉草湖。

## 名勝舊蹟
- 北白川宮能久親王御遺跡地
- 中隊長以下殉難遺跡
- 路口厝警察官吏殉難遺跡
- 二林地方警察官殉難遺跡

## 後續發展
1945年3月重慶國民政府通過之台灣接管計劃綱要地方政制，將北斗郡改制為北斗縣，為該地方政制的30個縣之一。1945年10月，因台灣省行政長官公署認為該政制不符實際，因此「台灣接管計劃地方政制」並未實施，僅將州改為縣，郡改為區，郡下屬之街、庄分別改稱鎮、鄉。1950年，將北斗區與彰化市、員林區、彰化區合併為彰化縣，並廢止區署。